# Стадіон імені Володимира Куца
 Стадіон імені Володи́мира Ку́ца — футбольний і легкоатлетичний стадіон у місті Тростянець Сумської області, домашня арена футбольного клубу «Тростянець». Спортивну арену названо на честь дворазового чемпіона Олімпійських ігор із бігу Володимира Куца, який народився в селі Олексине поблизу Тростянця. Стадіон відповідає критеріям 1-ї категорії УАФ і приймає матчі другої ліги чемпіонату України з футболу.

## Історія

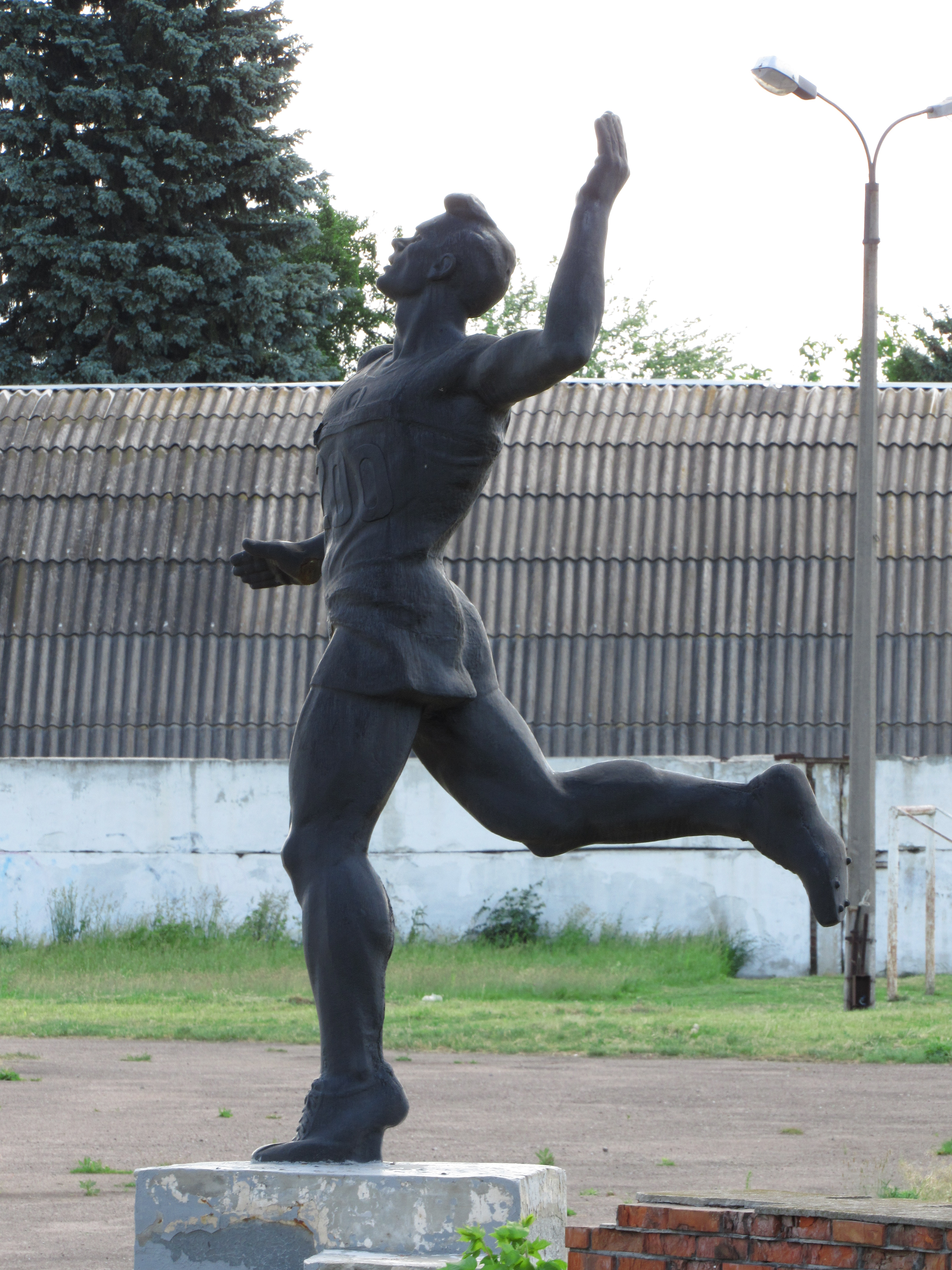
Пам'ятник Володимиру Куцу

У 1985 році на в'їзді до стадіону встановлено пам'ятник Володимиру Куцу (скульптор Людмила Кулябко‑Корецька).
Стадіон приймав домашні матчі ФК «Тростянець» і другої команди охтирського «Нафтовика» в чемпіонаті та першості Сумської області. На початку 2010-х дерев'яні лави на стадіоні замінили на індивідуальні пластикові сидіння, внаслідок чого місткість скоротилася до 1129 глядачів. У сезонах 2019/20 та 2020/21 на арені відбувалися також ігри «Тростянця» в чемпіонаті України серед аматорів. Крім цього, тут проходили тренування дитячого спортивного клубу «Академія спорту».
З серпня 2019 до вересня 2021 року відбувалася реконструкція стадіону коштом державного та місцевого бюджетів. Її вартість становила майже 55 млн грн. Після реконструкції спортивний комплекс має основне футбольне поле з натуральною травою та системою автоматичного поливу, 4 мініфутбольні поля з освітленням, бігові доріжки, а також яму для стрибків у довжину.
У першій частині сезону 2021/22 на стадіоні проходили матчі «Тростянця» у другій лізі чемпіонату України. Перша гра на професійному рівні відбулася тут 31 липня 2021 року, коли місцевий футбольний клуб приймав ФК «Вовчанськ» і переміг з рахунком 2:1.
У лютому — квітні 2022 року стадіон постраждав від російських військ: снарядами та їхніми уламками пошкоджено газон, бігові доріжки, сидіння на трибунах і адмінбудівлю.
У 2022—2023 роках стадіон відновили від наслідків російського вторгнення, і в сезоні 2023/24 він знов став приймати домашні матчі «Тростянця», який після півторарічної паузи повернувся до другої ліги.